# Paula Frías Allende
Paula Alejandra Frías Allende (Santiago, 22 de octubre de 1963-California, 6 de diciembre de 1992) fue una psicóloga y educadora chilena, hija de la escritora chilena-estadounidense Isabel Allende.
Paula realizó trabajo humanitario para comunidades pobres localizadas en Venezuela y España, como educadora y psicóloga. Se casó con Ernesto Díaz en Venezuela, en 1991.

## Enfermedad y muerte
Paula murió en 1992 con sólo 29 años. Entró en coma después de ser hospitalizada por complicaciones de la porfiria. En 1991, un error en la medicación resultó en un daño cerebral severo, dejándola en un estado vegetativo persistente. Su madre la trasladó a un hospital en California y luego a su casa, donde murió el 6 de diciembre de 1992.

## Paula Frías en la bibliografía de Isabel Allende
El libro autobiográfico de su madre Isabel Allende llamado Paula publicado en 1994 está dedicado a ella. Escrito como una serie de cartas escritas a la madre de Isabel durante la agonía de Paula en el hospital. En 2007 publicaría otro libro llamado La suma de los días, también dedicado a Paula, donde narra a su hija la historia de su familia a partir del momento de su muerte.

## Fundación
Isabel Allende inauguró la Fundación Isabel Allende el 9 de diciembre de 1996, en homenaje a su hija. La fundación está "dedicada a apoyar programas que promuevan y preserven los derechos fundamentales de mujeres y niños."